# Bjarne Øen

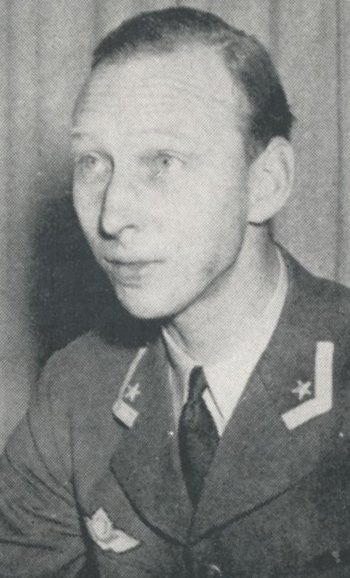
Bjarne Øen (1943)

Adolf Bjarne Øen (* 6. November 1898 in Kristiania; † 20. September 1994 in Oslo) war ein norwegischer Generalleutnant der Luftstreitkräfte (Luftforsvaret), der zuletzt von 1957 bis 1963 Chef des Verteidigungsstabes beziehungsweise Oberbefehlshaber der norwegischen Streitkräfte (Forsvarssjef) sowie zusätzlich zwischen 1958 und 1959 auch Vorsitzender des NATO-Militärausschusses war. Er spielte eine wichtige Rolle in der neueren norwegischen Militärgeschichte beim Wiederaufbau der Luftstreitkräfte in Großbritannien nach dem Überfall der deutschen Wehrmacht auf Norwegen am 9. April 1940 sowie bei der anschließenden Zusammenarbeit mit der Royal Air Force bis zum Ende des Zweiten Weltkrieges. Als Chef des Verteidigungsstabes beziehungsweise Oberbefehlshaber der norwegischen Streitkräfte prägte er das verteidigungspolitische Denken Norwegens im Kalten Krieg.

## Leben

### Ausbildung zum Offizier und Zweiter Weltkrieg
Øen, Sohn des Feldwebels und späteren Hauptkassierers Ole O. Øen und dessen Ehefrau Marie Eline Stuve, wuchs in Kristiania auf und legte dort 1917 das  Examen artium ab. 1920 begann er seine Offiziersausbildung an der Kriegsschule (Krigsskolen), die er 1923 an der Militärhochschule (Den militære høiskole) sowie 1924 an der Heeresfliegerschule (Hærens flyveskole) in Kjeller fortsetzte. Danach war er zwischen 1924 und 1925 selbst Flugausbilder an der Heeresfliegerschule und fungierte nach weiteren Fortbildungen auf dem Gebiet der Militär- und Zivilluftfahrt in den USA von 1927 bis 1935 abermals als Instrukteur an der Heeresfliegerschule. 1929 gelang ihm durch eine Notlandung mit seinem brennenden Flugzeug die Rettung der beiden anderen Passagiere. Dabei erlitt er Verbrennungen im Gesicht sowie am Körper und wurde mit der Königlichen Verdienstmedaille in Gold (Kongens fortjenstmedalje i gull) ausgezeichnet. Nach einer darauf folgenden Verwendung als Chef der Fliegerabteilung der Heeresfliegertruppe (Hærens Flyvertropper) in Trøndelag wurde er mit dem Aufbau des Flughafens Oslo-Fornebu bei Bærum betraut und war seit 1938 deren erster Chef.
Nach dem Überfall der deutschen Wehrmacht auf Norwegen am 9. April 1940 wurde Øen kommissarischer Generalinspekteur der Heeresfliegertruppe und führte nach dem Fall von Südnorwegen eine Gruppe von Flugoffizieren nach Großbritannien, um von dort aus Flugeinsätze nach Nordnorwegen vorzubereiten. Auf seine Initiative hin beschloss die Exilregierung Norwegens in London die Einrichtung von Little Norway, eines Rekrutierungs- und Ausbildungslager für die Luftstreitkräfte FTL (Flyvåpnenes Treningsleir) im kanadischen Toronto. Er wurde am 10. November 1940 als Major erster Chef der FTL bis zu seiner Ablösung durch Ole Reistad Anfang 1941. Dadurch gelang die Bereitstellung ausgebildeter Flieger für die Dienst bei den Alliierten. Danach wurde er Chef des Stabes des Gemeinsamen Luftstreitkräftekommando FFK (Flyvåpnenes Felleskommando), deren Kommandeur Hjalmar Riiser-Larsen war. Innerhalb des neu geschaffenen Oberkommandos der Streitkräfte in London wurde er im Februar 1942 Leiter des sogenannten Vierten Büros FO IV („fjerde kontor“), das mit Operationen zur Rettung Norwegens betraut war. Dabei sicherte er die norwegischen Lufteinsätze und Flüge durch eine intensive Zusammenarbeit mit der britischen Sondereinsatztruppe SOE (Special Operations Executive), aber mit der norwegischen Widerstandsgruppe Norwegian Independent Company No. 1 von Hauptmann Martin Linge sowie durch Kontakt zu Jens Christian Hauge, dem Leiter der militärischen Geheimorganisation Milorg. Im Februar 1945 besuchte er heimlich Norwegen, um mit Milorg die Befreiung von den deutschen Besatzungstruppen vorzubereiten.

### Nachkriegszeit und Aufstieg zum Generalleutnant

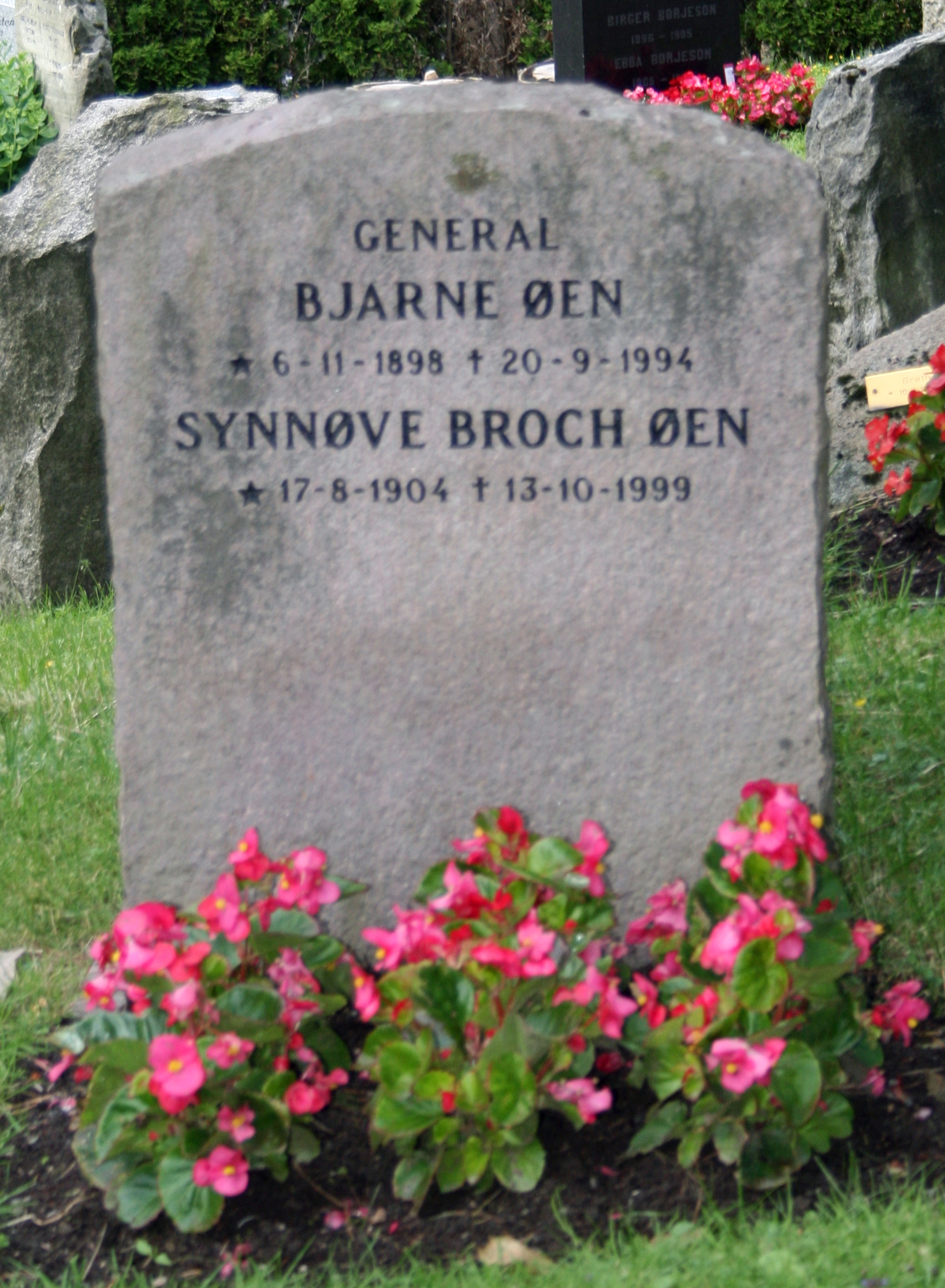
Grab von Generalleutnant Bjarne Øen und seiner zweiten Ehefrau Synnøve Helene Broch

Nach Ende des Zweiten Weltkrieges setzte sich Øen für den Aufbau einer Luftstreitkraft als eigenständige Teilstreitkraft ein. 1945 wurde er zum Oberst befördert und war im Anschluss von 1946 bis 1951 als Generalmajor Oberbefehlshaber der Luftstreitkräfte (sjef for Luftforsvaret). In dieser Funktion leitete er die Umstellung der Flugabteilungen des Krieges zu einer Luftstreitkraft ein, die sich neuen Aufgaben und technologischen Herausforderungen anpassen musste. Zugleich förderte er die Bereitstellung der militärischen Entwicklungen auch für die zivile Elektronik und Luftfahrt. 1947 wurde er Kommandeur mit Stern des Sankt-Olav-Orden. Während der Zunahme der Spannungen zwischen den Westmächten und dem Ostblock im Zuge des Kalten Krieges fungierte er zwischen 1952 und 1954 als Leiter der norwegischen Militärmission in Großbritannien sowie zugleich als Vertreter im Obersten Hauptquartier der Alliierten Streitkräfte der NATO SHAPE (Supreme Headquarters Allied Powers Europe) in Rocquencourt bei Paris. Nach seiner Rückkehr fungierte er zwischen 1954 und 1957 als Direktor der neu gegründeten Verteidigungshochschule (Forsvarets høgskole).
Zuletzt wurde  am 10. Januar 1957 zum Generalleutnant (Generalløytnant) befördert und Nachfolger von Generalleutnant Finn Lambrechts als Chef des Verteidigungsstabes (Sjef for Forsvarsstaben). Seit dem 1. Januar 1963 führte er den neuen Titel Oberbefehlshaber der norwegischen Streitkräfte (Forsvarssjef). Als Chef des Verteidigungsstabes beziehungsweise Oberbefehlshaber der norwegischen Streitkräfte prägte er das verteidigungspolitische Denken Norwegens im Kalten Krieg. Aufgrund der wachsenden atomaren Aufrüstung der Großmächte USA und Sowjetunion stellte er am 19. Juni 1959 im Vereinigten Generalstab dar, dass die bisherige konventionelle Ausstattung der Land- und Küstenschutzeinheiten nur eine begrenzte Verteidigungsbereitschaft darstelle und somit schnelle strategische Gewinne bei einem feindlichen Angriff entstehen würden. Dadurch wurde deutlich, dass die eigene norwegische Verteidigung im Angriffsfall nicht ausreichend war, sondern unter Umständen zum Bündnisfall nach dem Nordatlantikvertrag führen könnte. Dies stellte er auch während seiner Funktion als Vorsitzender des NATO-Militärausschusses dar, den er als Nachfolger des Niederländers Benjamin Richard Pieter Frans Hasselman von 1958 bis zu seiner Ablösung durch den Portugiesen J. A. Beleza Ferras 1959 innehatte.
Øen war zwei Mal verheiratet, und zwar in erster Ehe von 1930 bis zu deren Tode 1979 mit Nina Rigmor Schjærwe, sowie in zweiter Ehe zwischen 1991 und seinem Tode 1994 mit Synnøve Helene Broch, geborene Krosseng.

## Veröffentlichung
- Lærebok i lufttaktikk, 1938